# E-aukce
E-aukce (neboli elektronická aukce) je moderní e-businesový a e-marketingový nástroj umožňující on-line dražbu. Jde o nákupní nebo prodejní výběrové řízení, ve kterém mohou účastníci na nejlepší nabídku reagovat vylepšováním svých nabídek.

## Využití e-aukcí
E-aukce mohou probíhat na několika úrovních obchodních vztahů. Tou první je B2C level (business-to-customer), tady jde o aukci iniciovanou firmou, které se účastní přímo koncový spotřebitel. Další rozšířenou skupinou je B2B level (business-to-business), který objemově výrazně převyšuje obchodování B2C. Využívají ho nákupní a prodejní oddělení firem různého rozsahu a zaměření. Oblíbeným prakticky po celém světě se v posledních 15 letech stal C2C level (customer-to-customer), v rámci kterého v e-aukcích nakupují a prodávají koncoví spotřebitelé. Také poslední model C2B level (customer-to business) ulehčuje nákup i prodej na obou stranách. Díky internetu si zákazník sám může vyhledat produkty a iniciovat nákup prostřednictvím e-shopu.

## Typy e-aukcí
Rozlišujeme několik základních e-aukčních typů, od kterých se pak odvozují další variace.

### Anglická e-aukce
Anglická e-aukce je typ soutěže, které se účastní jeden prodávající a mnoho kupujících. Na začátku je stanovena cena, za kterou je prodávající ochoten produkt, komoditu nebo službu prodat. Účastníci e-aukce navrhují nové ceny, za které jsou ochotni nakoupit, a přihazující s nejvyšší nabídkou vyhrává. Zejména v B2B sektoru se používá také reverzní Anglická e-aukce, ve které je naopak jeden kupující (zástupce nákupního oddělení), který soutěž vyhlásí a nakupuje od většího množství prodávajících (dodavatelů).

### Holandská e-aukce
Holandská e-aukce je typ soutěže, ve které je jeden prodávající a mnoho kupujících nebo mnoho prodávajících a jeden kupující. V prvním případě je cena záměrně nadhodnocena a v průběhu e-aukce postupně snižována, kupující ochotný akceptovat nejnižší cenu navrženou v soutěži, vyhrává. Ve druhém případě kupující vyhlásí soutěž s popisem komodity nebo služby, kterou chce nakoupit a potenciální prodávající, účastníci dražby, nabízejí co nejnižší ceny, za které jsou ochotni prodat. V některých e-aukčních softwarech pro B2B trh je systém nastaven tak, že k záměrně podhodnocené nabídce kupujícího přihazuje v pravidelných intervalech předem stanovené částky a ve chvíli, kdy se najde prodejce, který částku akceptuje, e-aukce bez prodlení končí a daný prodejce vyhrává.

### Japonská e-aukce
Japonská e-aukce je typ soutěže, ve které je jeden prodejce a více nakupujících. Software pro realizací e-aukcí nastaví cenu (nejnižší možnou, za kterou je prodejce ochoten prodat), a potom v předem nastavených časových intervalech cenu navyšuje. Účastníci dražby, kteří jsou ochotni za danou cenu koupit, postupují dále, jakmile se jednou rozhodnou e-aukční síň opustit, již není možné se vrátit. E-aukci vyhrává poslední účastník, který v aukci zůstane. Používá se také Japonská reverzní e-aukce, která je nákupní. V ní nákupce nastaví cenu na nejnižší možnou, za kterou je ještě ochoten prodat, pak systém cenu navyšuje v předem nastavených časových intervalech. Prodejce (dodavatel), který zůstane v soutěži nejdéle, vyhrává.

### Obálková metoda e-aukce
Obálková metoda e-aukce je typ soutěže používající se zejména na B2B trhu, umožňuje dodavatelům dát pouze jednu nabídku, která není viditelná pro ostatní. Až po uzavření vkládání nabídek, jsou navržené ceny zveřejněny a nejlepší vyhrává. Tento typ e-aukční soutěže často využívá vláda a jiné instituce veřejného sektoru.

## E-aukce v nákupu firem privátního sektoru
Marketing nákupu vyžaduje z pozice strategického řízení firmy bezpečí. A možnost zřetelného srovnání dodavatelských nabídek. E-aukce je významným nástrojem v rukách nákupčích, který umožňuje vyvolat anonymní a zároveň legitimní tržní boj, důvodů pro jeho používání je hned několik:
1. E-aukce zvyšují kompetentnost nákupních týmů při řešení ústředního problému nákupu, kterým je výběr správného dodavatele.
  1. E-aukce jsou trendem. Trend používání e-aukcí je dán úsporami[4]– ze statistik e-aukčního software PROEBIZ vyplývá, že finanční úspora dosáhla u prvních e-aukcí realizovaných v letech 2002–2006 18, 3 %, časová úspora pak podle ankety mezi uživateli přesahuje 50 %.
2. E-aukce podporují stabilitu zdravých vztahů s dodavateli – napomáhá tomu transparentnost a jen velmi složitě ovlivnitelný způsob hodnocení dodavatelských nabídek.
3. S e-aukčními systémy je jednoduché pracovat – při běžných znalostech kancelářské práce s počítačem je zapotřebí projít 5hodinové školení.
4. Úspěšné firemní využívání e-aukcí je podmíněno motivací – pokud má využívání e-aukcí přinést pozitivní efekty, je potřebné, aby management firmy myšlenku jejich užívání podporoval a vytvořil tak pro nákupní tým motivační prostředí.

Lepší, než dobré reference a doporučení jiných, je vlastní zkušenost. Proto je určitě dobré, aby si firma vyzkoušela, jestli jí implementace e-aukčního softwaru vyhovuje nebo ne. Pří výběru e-aukčního software je rozhodně důležité zohlednit kvalitu uživatelské podpory, která je k systému běžně poskytována. Nákupci a administrátoři e-aukcí by měli mít možnost v případě potřeby nastavování e-aukcí konzultovat s odborníky.

## E-aukce v nákupu institucí veřejného sektoru
Výhod elektronických aukcí je využíváno také ve veřejných zakázkách dle zákona 137/2006 Sb., a to například u veřejných zakázek na dodávky, na stavební práce nebo na služby. Základní povinnosti transparentnosti, rovného zacházení a zákaz diskriminace si tady vyžaduje přímo zákon v § 6. Také e-aukční pravidla jsou v tomto případě o něco přísnější.
V průzkumu z roku 2013 realizovaného firmou NAR marketing s.r.o., kterého se účastnilo 32 českých a 12 slovenských měst využívajících e-aukce, vyšlo najevo, že největší přínos e-aukce vidí města v transparentnosti a ve finanční úspoře. Dalšími výhodami je pak získání objektivní nabídky trhu, zrychlení komunikace v rámci výběrového řízení a archivace údajů na jednom místě. 94 % dotázaných hodnotilo zkušenosti s e-aukcemi pozitivně, přestože 14 % přiznalo, že se používáním e-aukcí zhoršil vztah regionálních dodavatelů vůči městu. V rámci tohoto průzkumu se ke zkušenostem s e-aukcemi rozsáhleji vyjádřilo 19 zástupců měst, jejichž zkušenosti byly převážně pozitivní.